# Rathvilly
Rathvilly (iriska: Ráth Bhile) är en ort i republiken Irland.   Den ligger i grevskapet County Carlow och provinsen Leinster, i den östra delen av landet, 60 km sydväst om huvudstaden Dublin. Rathvilly ligger 122 meter över havet och antalet invånare är 881.
Terrängen runt Rathvilly är huvudsakligen platt, men åt nordost är den kuperad.Runt Rathvilly är det ganska glesbefolkat, med 21 invånare per kvadratkilometer. Närmaste större samhälle är Carlow, 16,2 km väster om Rathvilly. Trakten runt Rathvilly består i huvudsak av gräsmarker.